# CONMEBOL

La giurisdizione del CONMEBOL

La CONMEBOL, acronimo di Confederación sudamericana de Fútbol (in italiano Confederazione sudamericana del calcio, in inglese South American Football Confederation), è l'organismo continentale di governo amministrativo, organizzativo e di controllo del calcio sudamericano. Ha sede a Luque, in Paraguay, a poca distanza dalla capitale Asunción.
Nacque nel 1916, quando il ministro degli esteri argentino invitò le federazioni calcistiche di Brasile, Cile e Uruguay a disputare un torneo tra di loro per celebrare il centenario dell'indipendenza argentina, mettendo in palio un trofeo denominato Campeonato Sudamericano de Selecciones, di fatto la prima edizione di quella che sarebbe stata ufficialmente chiamata, l'anno seguente, Copa América. Fondata il 9 luglio 1916 ad opera dell'uruguaiano Héctor Rivadavia Gómez, che si impegnò per creare una confederazione che riunisse tutte le varie federazioni nazionali del continente, è stata la prima confederazione continentale affiliata alla FIFA ad essere creata ed è la confederazione col minor numero di membri associati (10).
Argentina, Brasile, Cile e Uruguay sono i membri fondatori. Negli anni seguenti aderirono alla confederazione Paraguay (1921), Perù (1925), Bolivia (1926), Ecuador (1927), Colombia (1936) e Venezuela (1952), mentre le federazioni calcistiche di Guyana, Suriname e Guyana francese preferirono aderire alla CONCACAF, la confederazione dell'America settentrionale, centrale e dei Caraibi.
Le qualificazioni della CONMEBOL per il campionato mondiale di calcio sono spesso descritte come le eliminatorie più difficili tra tutti i continenti, per via del sistema del girone all'italiana, per la gerarchia della nazionali più blasonate, per l'equilibrio delle selezioni meno blasonate, per le avverse e differenti condizioni climatiche e geografiche (specialmente per l'altitudine), e per la passione dei tifosi della squadra di casa. Delle dieci federazioni appartenenti alla confederazione, l'unica nazionale a non avere mai ottenuto la qualificazione alla fase finale del Mondiale è il Venezuela. La partecipazione di nove componenti su dieci alla massima competizione della FIFA rappresenta il record per una confederazione continentale.
Durante la presidenza di Alejandro Dominguez, in carica dal 2015, ci sono stati cambiamenti all'interno delle competizioni Conmebol. Oltre a ridurre le finali delle competizioni per club, (eccetto la Recopa Sudamericana) portando le partite da due ad una per la Coppa Libertadores e la Coppa Sudamericana, è stata cambiato profondamente anche la struttura della Coppa America. La competizione per nazionali più importante del continente Americano verrà disputata in cadenza quadriennale, a partire dall'edizione 2020, in concomitanza degli Europei e le squadre che vi parteciperanno andranno a disputare un numero di partite maggiori rispetto al vecchio formato. La nuova formula vede infatti due gironi da 6 squadre, con le prime 4 classificate che accederanno alla fase ad eliminazione diretta.

## Compiti istituzionali
Essa rappresenta le federazioni calcistiche del Sudamerica. La CONMEBOL organizza competizioni ufficiali per nazionali e per club. È, tra l'altro, una delle sei confederazioni continentali affiliate alla FIFA. È la confederazione calcistica continentale esistente più antica, nonché l'unica, a differenza delle altre cinque, ad essere stata costituita prima degli anni cinquanta-sessanta del XX secolo, periodo in cui furono create le altre cinque.
La CONMEBOL è stata rappresentata da 5 nazionali sulle 32 ammesse alla fase finale dei Mondiali di calcio Russia 2018: Brasile, Uruguay, Argentina, Colombia e Perù.

## Presidenti CONMEBOL
| N. | Anno      | Presidente                 | Note       |
| -- | --------- | -------------------------- | ---------- |
| 1  | 1916-1926 | Héctor Rivadavia Gómez     |            |
| 2  | 1926-1939 | Luis Omar Salesi           |            |
| 3  | 1939-1955 | Luis Valenzuela Hermosilla |            |
| 4  | 1955-1957 | Carlos Dittborn Pinto      |            |
| 5  | 1957-1959 | José Ramos de Freitas      |            |
| 6  | 1959-1961 | Fermín Sorhueta            |            |
| 7  | 1961-1966 | Raúl H. Colombo            |            |
| 8  | 1966-1986 | Teófilo Salinas Futter     |            |
| 9  | 1986-2013 | Nicolás Leoz               |            |
| 10 | 2013-2014 | Eugenio Figueredo          |            |
| 11 | 2014-2015 | Juan Ángel Napout          |            |
| -  | 2015-2016 | Wilmar Valdez              | ad interim |
| 12 | 2016 -    | Alejandro Domínguez        |            |

## Competizioni CONMEBOL

### Nazionali

Il vecchio logo della confederazione, utilizzato dal 1989 al 2017, presentava le bandiere dei componenti la confederazione medesima

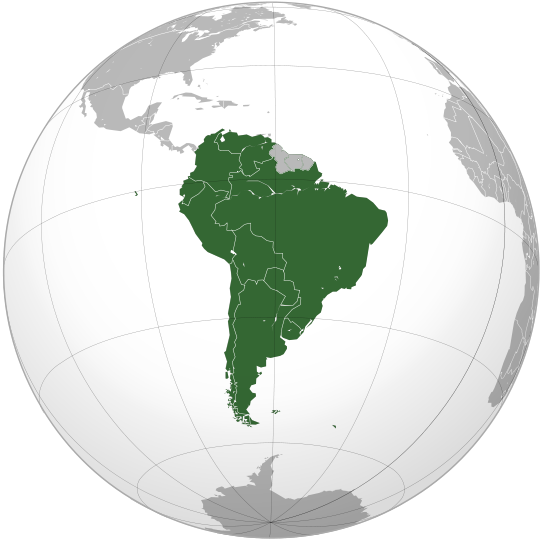
Stati membri della CONMEBOL

- Copa América
- Coppa dei Campioni CONMEBOL-UEFA

### Club
- Coppa Libertadores (paragonabile alla Champions League)
- Coppa Sudamericana (paragonabile all'Europa League)
- Recopa Sudamericana (paragonabile alla Supercoppa UEFA)
- UEFA-CONMEBOL Club Challenge (paragonabile alla vecchia coppa intercontinentale che mette a confronto i vincitori della UEFA Europa League e i vincitori della Coppa Sudamericana
- Copa Suruga Bank (organizzata anche dalla JFA)

### Detentori dei titoli
| Competizione                                                   | Campione         | Titolo | Secondo posto           | Edizione in corso |
| Club                                                           | Club             | Club   | Club                    | Club              |
| -------------------------------------------------------------- | ---------------- | ------ | ----------------------- | ----------------- |
| Coppa Libertadores                                             | Botafogo         | 1º     | Atlético Mineiro        | 2024              |
| Coppa Libertadores femminile                                   | Corinthians      | 5º     | Santa Fe                | 2024              |
| Coppa Sudamericana                                             | Racing Club      | 1º     | Cruzeiro                | 2024              |
| Recopa Sudamericana                                            | Fluminense       | 1º     | LDU Quito               | 2024              |
| UEFA-CONMEBOL Club Challenge                                   | Siviglia         | 1º     | Independiente del Valle | 2023              |
| Coppa Libertadores di calcio a 5                               | BF Magnus        | 2º     | Barracas Central        | 2024              |
| Coppa Libertadores di calcio a 5 femminile                     | Cianorte         | 1º     | Independiente Cali      | 2022              |
| Coppa Libertadores Under-20                                    | Boca Juniors     | 1º     | Independiente del Valle | 2022              |
| Coppa Libertadores di beach soccer                             | Presidente Hayes | 1º     | Sampaio Corrêa          | 2022              |
| Nazionali maschili                                             |                  |        |                         |                   |
| Copa América                                                   | Argentina        | 16º    | Colombia                | 2024              |
| Coppa dei Campioni CONMEBOL-UEFA                               | Argentina        | 2º     | Italia                  | 2022              |
| Campionato sudamericano di calcio Under-20                     | Brasile          | 12º    | Uruguay                 | 2023              |
| Campionato sudamericano di calcio Under-17                     | Brasile          | 13º    | Ecuador                 | 2023              |
| Campionato sudamericano di calcio Under-15                     | Brasile          | 5º     | Argentina               | 2019              |
| Copa América di calcio a 5                                     | Argentina        | 3º     | Paraguay                | 2017              |
| Qualificazioni al campionato mondiale di calcio a 5 - CONMEBOL | Argentina        | 1º     | Brasile                 | 2020              |
| Campionato sudamericano di calcio a 5 Under-20                 | Brasile          | 7º     | Argentina               | 2018              |
| Campionato sudamericano di calcio a 5 Under-17                 | Brasile          | 2º     | Argentina               | 2018              |
| Copa América di beach soccer                                   | Brasile          | 3º     | Argentina               | 2023              |
| CONMEBOL Beach Soccer Championship                             | Brasile          | 2º     | Paraguay                | 2018              |
| CONMEBOL Beach Soccer Championship Under-20                    | Argentina        | 1º     | Brasile                 | 2019              |
| Nazionali femminili                                            |                  |        |                         |                   |
| Copa América                                                   | Brasile          | 8º     | Colombia                | 2022              |
| Campionato sudamericano femminile Under 20 di calcio           | Brasile          | 9º     | Colombia                | 2022              |
| Campionato sudamericano femminile Under 17 di calcio           | Brasile          | 4º     | Colombia                | 2022              |
| Copa América di calcio a 5 femminile                           | Brasile          | 6º     | Argentina               | 2019              |
| Copa América Under-20 di calcio a 5 femminile                  | Brasile          | 3º     | Colombia                | 2022              |

### Competizioni soppresse
- Coppa Intercontinentale
- Supercoppa dei Campioni Intercontinentali
- Coppa Interamericana
- Copa Ganadores de Copa
- Supercoppa João Havelange
- Copa Master de Supercopa
- Coppa CONMEBOL
- Copa de Oro Nicolás Leoz
- Coppa Iberoamericana
- Coppa Master di Coppa CONMEBOL
- Coppa Mercosur
- Coppa Merconorte

## Nazioni aderenti alla CONMEBOL
1. Argentina - Asociación del Fútbol Argentino
2. Bolivia - Federación Boliviana de Fútbol
3. Brasile - Confederação Brasileira de Futebol
4. Cile - Federación de Fútbol de Chile
5. Colombia - Federación Colombiana de Fútbol
6. Ecuador - Federación Ecuatoriana de Fútbol
7. Paraguay - Asociación Paraguaya de Fútbol
8. Perù - Federación Peruana de Fútbol
9. Uruguay - Asociación Uruguaya de Fútbol
10. Venezuela - Federación Venezolana de Fútbol

### Nazionali partecipanti alle fasi finali dei Campionati del Mondo
- 23:  Brasile (5 vittorie)
- 20:  Argentina (3 vittorie)
- 15:  Uruguay (2 vittorie)
- 9:  Cile,  Paraguay
- 6:  Colombia
- 5:  Ecuador,  Perù
- 3:  Bolivia
- 0:  Venezuela